# Metailurus
Metailurus je rod vyhynulých kočkovitých šelem, tzv. „šavlozubých tygrů” z podčeledi Machairodontinae. Tento rod se vyskytoval na území Severní Ameriky, Eurasie a Afriky od období miocénu až po střední pleistocén. Druh Metailurus minor byl přeřazen do vlastního rodu Yoshi, proto dnes rozlišujeme pouze čtyři druhy tohoto rodu. Ten byl formálně popsán roku 1924 O. Zdanskym.

## Popis
Metailurus byla středně velká kočkovitá šelma, představující predátora a lovce menších až středně velkých obratlovců. Bývá často označována jako "nepravá šavlozubá kočka", protože její špičáky jsou jakýmsi mezistupněm mezi tesáky šavlozubých koček a běžně dlouhými zuby současných kočkovitých šelem.